# Pascal Richard
Pascal Richard (Vevey, 16 marzo 1964) è un ex ciclista su strada e ciclocrossista svizzero.

## Biografia
Professionista dal 1986 al 2000, è stato il primo professionista campione olimpico su strada, avendo conquistato la medaglia d'oro alle Olimpiadi di Atlanta nel 1996. Ha vinto inoltre Liegi-Bastogne-Liegi, Giro di Lombardia e un mondiale di ciclocross.

## Palmarès

### Strada
- 1985 (Dilettanti, una vittoria)

Classifica generale Grand Prix Tell
- 1986 (KAS-Mavic, una vittoria)

7ª tappa Vuelta a Asturias
- 1987 (Toshiba, una vittoria)

2ª tappa Grand Prix Tell
- 1989 (Helvetia, due vittorie)

Campionati svizzeri, Prova in linea
16ª tappa Tour de France (Gap > Briançon)
- 1990 (Helvetia, una vittoria)

Tre Valli Varesine
- 1991 (Helvetia, quattro vittorie)

Trofeo Laigueglia
2ª tappa Tirreno-Adriatico (Maddaloni > Frosinone)
Prologo Tour de Romandie (Chiasso)
5ª tappa Tour de Romandie (Brügg > Ginevra)
- 1993 (Ariostea, dodici vittorie)

Campionati svizzeri, Prova in linea
1ª prova Trofeo dello Scalatore
2ª prova Trofeo dello Scalatore
Classifica generale Trofeo dello Scalatore
4ª tappa Settimana Siciliana (Agrigento)
1ª tappa Critérium International
3ª tappa Tour de Romandie (Sion > Champéry)
Classifica generale Tour de Romandie
8ª tappa Tour de Suisse (Rivera > Arosa)
Giro di Romagna
Giro del Lazio
Giro di Lombardia
- 1994 (GB-MG Maglificio, undici vittorie)

Tour du Lac Léman
5ª tappa Parigi-Nizza (Saint-Étienne > Vaujany)
Grand Prix de Fribourg
Grand Prix de Genève
Gran Premio del Canton Argovia
3ª tappa Tour de Romandie (Losanna > Mayens-de-Riddes)
4ª tappa, 2ª semitappa Tour de Romandie (Bulle, cronometro)
Classifica generale Tour de Romandie
21ª tappa Giro d'Italia (Les Deux Alpes > Sestriere)
3ª tappa Tour de Suisse (Rapperswil > Scuol)
Classifica generale Tour de Suisse
- 1995 (MG Maglificio-Technogym, sette vittorie)

7ª tappa Parigi-Nizza (Brignoles > Mandelieu-la-Napoule
Classifica generale Giro della Provincia di Reggio Calabria
Gran Premio del Canton Argovia
13ª tappa Giro d'Italia (Pieve di Cento > Rovereto)
19ª tappa Giro d'Italia (Mondovì > Chianale di Ponte Chianale)
Trofeo Melinda
Giro del Lazio
- 1996 (MG Maglificio-Technogym, quattro vittorie)

Liegi-Bastogne-Liegi
14ª tappa Giro d'Italia (Santuario di Vicoforte > Briançon)
12ª tappa Tour de France (Valence > Le Puy-en-Velay)
Giochi olimpici, Prova in linea
- 1998 (Casino-Ag2r, una vittoria)

4ª tappa Giro del Trentino (Riva del Garda)
- 1999 (Mobilvetta Design-Northwave, due vittorie)

1ª tappa Tour de Suisse (Soletta > Losanna)
Criterium d'Abruzzo

#### Altri successi
- 1994 (GB-MG Maglificio)

Classifica scalatori Parigi-Nizza
Classifica Gran Premio della Montagna Giro d'Italia
Arbon (Criterium)
Breite (Criterium)
- 1995 (MG Maglificio-Technogym)

4ª tappa Hofbrau Cup (Cronosquadre)
Classifica scalatori Parigi-Nizza
- 1996 (MG Maglificio-Technogym)

Vevey-Crans Montana (Criterium)
- 1997 (Casino-C'est votre Equipe)

Vall d'Uixo (Criterium)

### Ciclocross
- 1984

Dagmersellen
- 1985

Dagmersellen
Aigle
- 1986

Campionati svizzeri
Aigle
Wetzikon
- 1987

Leibstadt
Campionati svizzeri
Aigle
- 1988

Campionati del mondo, Gara maschile Elite
- 1989

Campionati svizzeri
Aigle

### Salita
- 1985

Sierre - Loye
- 1986

Campionati svizzeri, Prova in salita
Visp-Grächen
Martigny-Mauvoisin
- 1987

Visp-Grächen
Campionati svizzeri, Prova in salita
- 1989

Campionati svizzeri, Prova in salita
Martigny-Mauvoisin
Azpeitia
- 1991

Campionati svizzeri, Prova in salita
- 1999

Chur-Arosa

## Piazzamenti

### Grandi Giri
- Giro d'Italia

1992: 56º
1994: 15º
1995: 13º
1996: non partito (19ª tappa)
1998: ritirato (6ª tappa)
1999: 55º
2000: non partito (1ª tappa)
- Tour de France

1988: ritirato (3ª tappa)
1989: 23º
1990: ritirato (14ª tappa)
1991: 49º
1992: ritirato (5ª tappa)
1996: 47º
- Vuelta a España

1992: ritirato (10ª tappa)
1997: 34º

### Classiche monumento
- Milano-Sanremo

1990: 52º
1993: 18º
1994: 95º
1995: 51º
1998: 93º
1999: 67º
- Giro delle Fiandre

1992: 92º
- Liegi-Bastogne-Liegi

1991: 72º
1996: vincitore
- Giro di Lombardia

1990: 2º
1993: vincitore
1994: 3º
1995: 8º
1997: 55º
1998: 5º
1999: 11º

### Competizioni mondiali
- Campionati del mondo

Colorado Springs 1986 - In linea: 32º
Chambéry 1989 - In linea: ritirato
Utsunomiya 1990 - In linea: 50º
Stoccarda 1991 - In linea: 44º
Oslo 1993 - In linea: 24º
Agrigento 1994 - In linea: ritirato
Duitama 1995 - In linea: 5º
San Sebastián 1997 - In linea: ritirato
Valkenburg 1998 - In linea: 43º
Verona 1999 - In linea: 20º
- Campionati del mondo di ciclocross

Lembeek 1986: 2º
Mladá Boleslav 1987: 15º
Hägendorf 1988: vincitore
Getxo 1990: 6º
- Giochi olimpici

Atlanta 1996 - In linea: vincitore

## Riconoscimenti
- Mendrisio d'oro del Velo Club Mendrisio 1993